# Петрівка-Попівка
Петрі́вка-Попі́вка — село в Україні, у Лисянській селищній громаді Звенигородського району Черкаської області. Колишній центр Петрівсько-Попівської сільської ради. Населення села становить 269 осіб (2005; 296 в 2001).

## Географія
Петрівка-Попівка розташована по обидва береги невеликої річки Попівка, правої притоки Гнилого Тікича (басейн Південного Бугу). На річці збудовано кілька ставків.

## Населення
Згідно з переписом УРСР 1989 року чисельність наявного населення села становила 349 осіб, з яких 152 чоловіки та 197 жінок.
За переписом населення України 2001 року в селі мешкали 292 особи.
Мова
Розподіл населення за рідною мовою за даними перепису 2001 року:
| Мова       | Відсоток |
| ---------- | -------- |
| українська | 99,66 %  |
| інші       | 0,34 %   |

## Історія
Перші згадки про село з'явилися в 1796 році.

## Сьогодення
Серед релігійних громад в селі знаходяться Євангельські християни-баптисти та Адвентисти сьомого дня.
Петрівка-Попівка має загальноосвітню школу І ступеня, фельдшерсько-акушерський пункт, 2 сільські бібліотеки та Будинок культури.

## Пам'ятки
В селі знаходиться архітектурна пам'ятка історії польської доби, братська могила радянських воїнів та пам'ятний знак загиблим односельцям.